# Tachigali paniculata
Espèce
Synonymes
Selon Tropicos (29 août 2024)
- Tachia paniculata (Aubl.) Pers.
- Tachigali carinata Gleason
- Tachigali eriocalyx Tul.
- Tachigali sericea Rich. ex Tul.
- Tachigali trigona Aubl.
- Tachigali ulei Harms

Selon GBIF (29 août 2024)
- Cuba paniculata (Aubl.) J.F.Gmel.
- Cuba trigona (Aubl.) J.F.Gmel.
- Tachia paniculata Pers.
- Tachia trigona Pers.
- Tachigali angustifolia Miq.
- Tachigali carinata Gleason
- Tachigali eriocalyx Tul.
- Tachigali grandiflora Huber
- Tachigali paniculata var. angustifolia (Miq.) Dwyer
- Tachigali paniculata var. comosa Dwyer
- Tachigali paniculata var. paniculata
- Tachigali pulchra Dwyer
- Tachigali rusbyi Harms
- Tachigali sericea Tul.
- Tachigali trigona Aubl.
- Tachigali ulei Harms
- Tachigalia paniculata Aubl.
- Tachigalia paniculata var. angustifolia (Miq.) Dwyer
- Tachigalia paniculata var. comosa Dwyer
- Tachigalia paniculata var. paniculata
- Tachigalia pulchra Dwyer
- Tachigalia rusbyi Harms
- Tachigalia ulei Harms

Tachigali paniculata est une espèce de plantes à fleurs de la famille des Fabaceae. C'est un arbre trouvé en Amérique du Sud.
Il est connu au Suriname sous les noms de Mira-gedoe (Sranan tongo); Gedoe, Kotikoe, Gangi-oedoe (Paramaka) et au Venezuela sous les noms de Bergantín, Guatero, Palo de María.

## Description
Tachigali paniculata est un arbre de taille petite ou moyenne, haut jusqu'à 30 m, 
Les rameaux sont généralement épais, anguleux.
Les feuilles de taille différente, sont paripennées, (3-)5-8(-9)-jugées, avec les folioles opposées, coriaces, glabres ou abaxiales1y pileuses.
Les pétioles des feuilles sont long de 3-13 cm, anguleux en section transversale, gonflés à la base, abritant des fourmis piqueuses.
Les pétiolules sont longs de 0,3-0,5 cm, articulés, minutieusement brun-pubuleux à l'état jeune.
Les inflorescences sont des racèmes paniculés terminaux, jusqu'à 25 cm de long, rachis 6-angulaire, tomenteux.
Les axes principaux de l'inflorescence sont anguleux en section transversale.
Les fleurs ont des pétales de couleur jaune crème.
Les pédicelles sont longs de 0,2-0,5 cm, jusqu'à 0,5 cm dans le fruit.
Les 5 sépales sont inégaux, longs de 0,4-0,7 cm.
L'hypanthium est persistant, étroitement campanulé, fusionné au stipe, long d'environ 0,5 cm.
La gousse est oblongue, plate, chartacée à coriace, mesurant 6-12 x 1,5-3 x 0,1 cm, lisse, tomenteuse, glabrescente, finement veinée longitudinalement, le stipe jusqu'à 1(–1,5) cm de long, apex acuminé jusqu'à 0,4 cm, indéhiscent.
La graine unique est elliptique à oblongue, plate,.

En 1952, Lemée en propose la description suivante de Protium heptaphyllum :

« T. paniculata Aubl. (T. sericea Tul., T. Ulei Harms). Arbrisseau ou arbre à rameaux anguleux ; feuilles à stipules 2-5-lobées, rachis tomenteux, 5-8 paires de folioles de 0,10-0,17 sur 0,03-0,05, oblongues acuminées coriaces glabres ou pubescentes en dessous, à pétiole souvent renflé-myrmécophile ; grappes à rachis anguleux tomenteux, bractées lancéolées ou linéaires-subulées ; fleurs pédicellées d'un jaune soufre, calice tomenteux ainsi que l'ovaire ; gousse de 0,06-0,09 sur 15-20 mm., à stipe court, membraneuse, oblongue, à la fin glabre. - Gourdonville. »

— Albert Lemée, 19523.

## Répartition
Tachigali paniculata est présent de la Colombie au Brésil, en passant par le Venezuela, le Guyana, le Suriname, la Guyane, la Bolivie, et le Pérou,.

## Écologie
Tachigali paniculata est anémochore, commun dans les forêts pluviales et fluviales, et également dans les pentes boisées du Suriname, et de Guyane.
Il pousse au Venezuela sur les berges des cours d'eau noirs saisonnièrement inondés et les forêts sempervirentes de plaine, à 100-200 m d'altitude.
Son bois est répulsif contre les termites.
Tachigali paniculata est l'hôte myrmécophile des fourmis Pseudomyrmex concolor, P. malignus et Azteca spp.

## Protologue

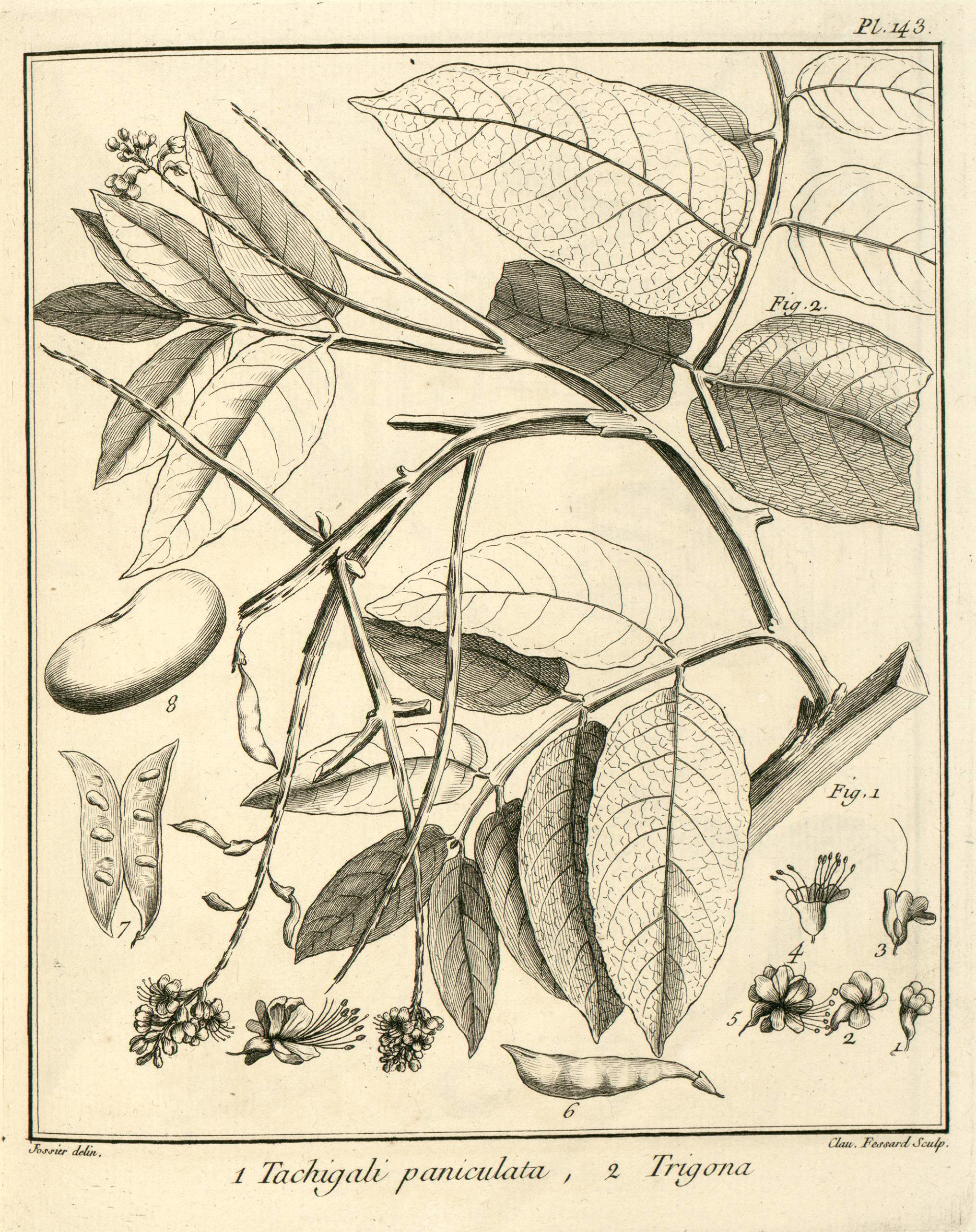
Tachigali paniculata par Aublet (1775) On a repréſenté les fleurs détachées, & une fève de grandeur naturelle. - 1. Calice. - 2. Calice épanoui. - 3. Calice ouvert. Ovaire. Style. - 4. Calice ouvert. Étamines. - 5. Fleur épanouie. - 6. Gouſſe. - 7. Fond du calice. Étamines. - 8. Gouſſe ouverte en deux valves. - 9. Fève de groſſeur naturelle.

En 1775, le botaniste Aublet a proposé le protologue suivant sous les noms de Tachigali paniculata et Tachigali trigona : 

« 1. TACHIGALI (paniculata) foliis pinnatis, foliolis oppoſitis. (Tabula 143. Fig. 1.)
Arbor trunco ſexaginta-pedali, ad ſummitatem ramoſiſſimo ; ramis craſſis ; ramulis trigonis, hinc & indè ſparſis. Folia ampla, alterna, pinnata; foliolis ſex parium, oppoſitis, ſubovatis, acutis, integerrimis, ſupernè viridibus, glabris, infernè ſubtomentoſis, e viridi cinereis, brevi petiolatis, coſtæ triangulari adnexis. Stipulæ binæ, oppofitæ, ad baſim coſtæ folioſæ. Flores ſpicati, terminates, ſimul & in ampliſſimam paniculam diſpoſiti ; ramulis paniculæ longis, trigonis, multifloris ; floribus alternis, ſubpedunculatis. Bractea ad baſim pedunculi.
Florebat fructumque ferebat Aprili & Novembri.
Habitat ad ripam fluvii Sinémarienſis, & amnis Galibienſis.
Nomen Caribæum TACHIGALI.

LE TACHIGALE à panicule. (PLANCHE 143.)
Le tronc de cet arbre s'élève a la hauteur de cinquante à ſoixante pieds & plus, ſur trois pieds de diamètre. Son écorce eſt cendrée, ridée ; ſon bois eſt dur & blanchâtre. Il pouſſe à ſon ſommet un grand nombre de groſſes branches qui ſe redreſſent, ſe répandent & s'étendent en tous ſens ; elles ſont chargées de rameaux garnis de feuilles alternes, ailées, à deux rangs de folioles oppoſées, dont le plus grand nombre eſt de ſix à chaque côté. Elles ſont fermes, entières, ovales, terminées en pointe, liſſes & vertes en deſſus, & d'un vert cendre en deſſous. Leur pédicule eſt très court, articulé à une côte triangulaire, longue de cinq pouces, terminée par une pointe accompagnée à ſa naiſſance de deux stipules qui tombent de bonne heure. Les plus grandes folioles ont ſix pouces de longueur, ſur deux pouces un quart de largeur. 
Les fleurs naiſſent à l'extrémité des rameaux,  portées ſur de groſſes & longues panicules dont les branches ſont ſimples & couvertes de fleurs dans toute leur longueur. Leurs pédoncules ont à leur baſe une petite écaille. 
Le calice eſt d'une ſeule pièce, diviſé a ſon limbe en cinq parties arrondies, concaves ; quatre ſont relevées, & une inférieure plus grande recourbée. 
La corolle eſt à cinq pétales jaunes, preſque égaux, trois ſupérieurs & redreſſés, & deux inférieurs inclines. Ils ſont attaches par un onglet, ſur la paroi interne & moyenne du calice. 
Les étamines ſont au nombre de dix, rangées au deſſous de l'inſertion des pétales. Leurs filets ſont inégaux, velus à leur baſe, trois ſupérieurs ſont courts, charnus & droits, appliques contre les pétales. Les ſept autres ſont grêles & couches ſur les pétales inférieurs. Les anthères ſont rouſſâtres, oblongues, & à deux bourſes. 
Le piſtil eſt un ovaire porte ſur un pivot qui s'élève du fond du calice ; cet ovaire eſt oblong, ſurmonté d'un style, terminé par un stigmate allongé. 
L'ovaire devient une silique griſâtre, velue, ſèche, coriace, boſſelée, longue de huit pouces. Elle s'ouvre en deux valves, & contient de grandes & groſſes fèves blanches, placées les unes ſur les autres, chacune dans une cavité. 
[...]
Cet arbre eſt nommé TACHIGALI par les Galibis. 
Il croît ſur les bords de la rivière de Sinémari, & de la crique des Galibis. 
Il étoit en fleur & en fruit dans le mois de Novembre & d'Avril. 
[...]

2. TACHIGALI (trigona) foliis pinnatis, foliolis alternis. (TABULA 143. Fig. 2.)
Reperitur in iiſdem locis : varietas fortè hujus arboris quæ diſcrepat foliolis alternatim ſitis, ſupra costam triangularem.

LE TACHIGALE à côte triangulaire.
J’ai rencontre ſur les bords de la crique des Galibis un arbre qui reſſembloit parfaitement au précédent par ſes fleurs & ſon fruit. La ſeule différence que j'aie obſervée, étoit que les folioles des feuilles ſe trouvoient rangées alternativement ſur la côte qui les porte. Les plus grandes de ces folioles ſont longues de ſept pouces, & larges de trois & demi. On a repréſenté une partie de la feuille. »

— Fusée-Aublet, 1775.

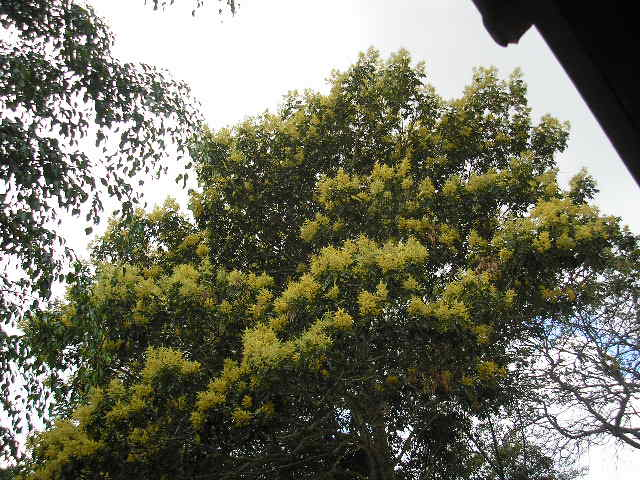
floraison à Bonfinópolis de Minas (Brésil).
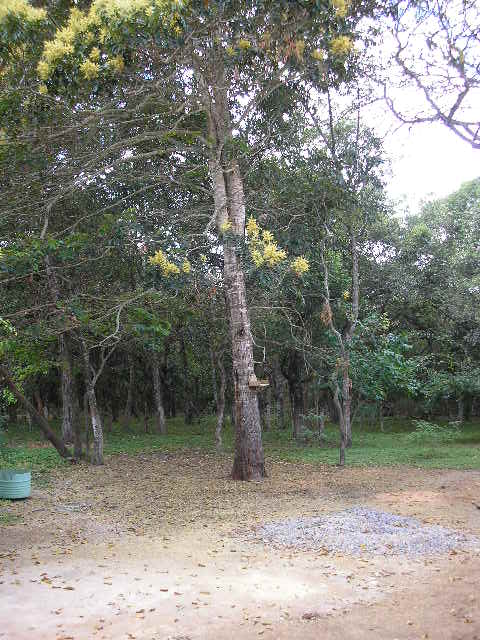
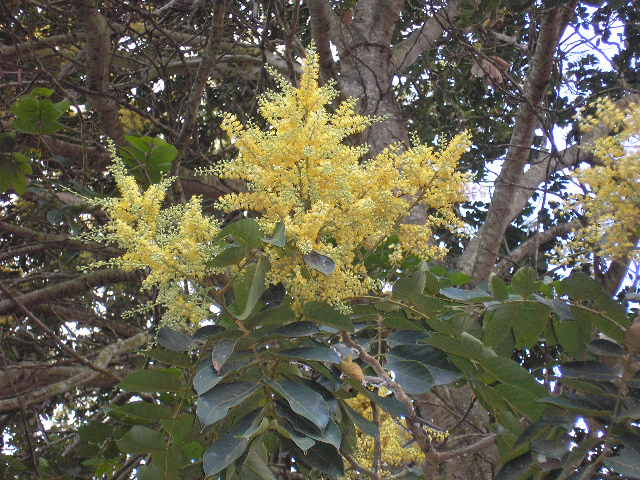
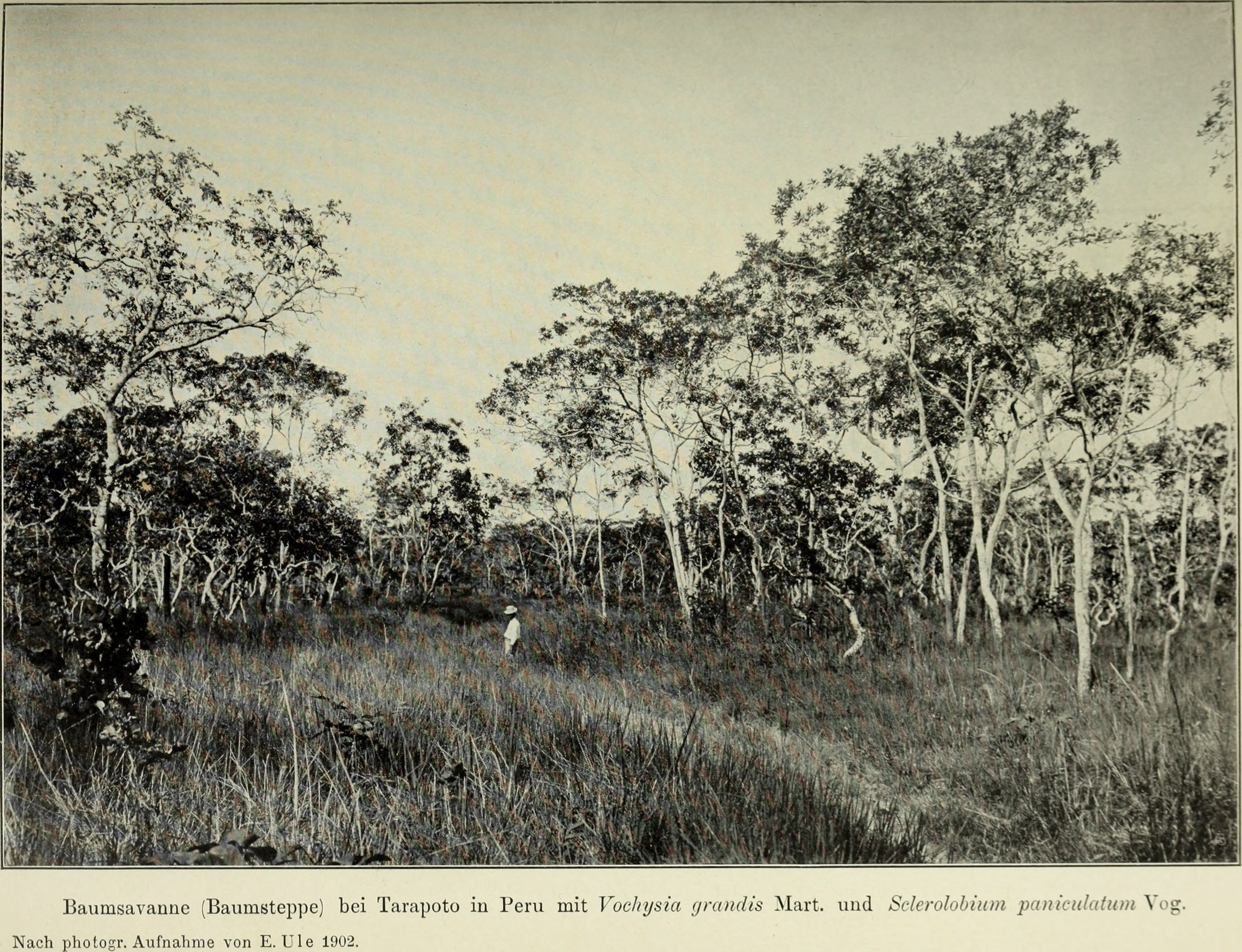